# Funzione aziendale
La funzione aziendale (o area funzionale) è un insieme di attività svolte all'interno dell'azienda, nell'ambito della sua attività aziendale sotto forma di processi di business, raggruppate in base al criterio dell'omogeneità delle competenze necessarie per svolgerle.

## Descrizione
Si può dire, senza dubbio, che il concetto di funzione sia stato storicamente alla base della nascita dell'organizzazione aziendale se non addirittura della divisione e specializzazione del lavoro. Ancora oggi quello basato sulle funzioni è probabilmente il più utilizzato tra i criteri per raggruppare gli organi aziendali in unità organizzative e queste in unità organizzative di livello superiore. Si tratta di un criterio che favorisce il coordinamento, grazie all'omogeneità delle competenze coinvolte; inoltre, riunendo competenze simili si favorisce lo scambio di conoscenze ed esperienze e l'emergere di pratiche condivise.
Il raggruppamento delle attività per funzioni offre una visione dell'azienda basata sulla specializzazione delle competenze delle risorse umane, diversa da quella offerta dal raggruppamento delle attività per processi: i processi aziendali si snodano, di solito, tra più funzioni, mentre la medesima funzione può essere attraversata da più processi. D'altra parte, è spesso proprio nel punto di passaggio da una funzione aziendale all'altra che si verificano i maggiori punti di attrito nei processi.
Quando il criterio di raggruppamento per funzioni viene utilizzato per formare le direzioni intermedie poste alle dirette dipendenze dell'alta direzione, si ha un particolare schema di macrostruttura aziendale, detto polifunzionale, che è quello più diffuso: lo si riscontra, infatti, in moltissime organizzazioni, delle più svariate dimensioni e campi di attività. Ma anche quando viene adottato uno schema multidivisionale, scendendo di livello organizzativo all'interno delle singole divisioni si trova, prima o poi, un'articolazione per funzioni.

### Tipologia
Le funzioni concretamente individuate all'interno delle aziende variano notevolmente secondo la natura dell'azienda e il suo campo di attività. In generale si possono distinguere:
- le funzioni caratteristiche, ossia quelle relative alla realizzazione, erogazione e commercializzazione del prodotto o servizio; la loro articolazione varia secondo le aziende: in un'impresa manifatturiera, ad esempio, si possono trovare le funzioni ricerca e sviluppo o tecnica, approvvigionamento, produzione, logistica e commerciale (marketing e vendite);
- le funzioni integrative, che pur non essendo legate direttamente all'attività produttiva sono comunque fondamentali per l'attività dell'azienda; vi rientrano le funzioni risorse umane, organizzazione, amministrazione e finanza;
- le funzioni di supporto, tra le quali rientrano le funzioni sistema informativo, pianificazione e controllo.

Nella pratica le funzioni sopra elencate possono essere variamente aggregate, specie nelle aziende di minori dimensioni: ad esempio, le funzioni risorse umane e organizzazione sono spesso unite, così come lo sono le funzioni amministrazione, finanza e controllo (in tal caso comunemente designate con la sigla AFC). Al limite, nelle aziende più piccole, vi possono essere solo due aree funzionali, una tecnico-produttiva, l'altra amministrativa